# Abarema brachystachya
Abarema brachystachya là một loài thực vật có hoa trong họ Đậu. Loài này được (DC.) Barneby & J.W.Grimes miêu tả khoa học đầu tiên.